# Arianna Follisová
Arianna Follisová (* 11. listopadu 1977, Ivrea) je bývalá italská běžkyně na lyžích a skialpinistka. Její nejsilnější disciplínou byl sprint. Naposledy hájila barvy lyžařského klubu Corpo Forestale dello Stato. Jezdila na lyžích značky Fischer. Startovala na šesti Mistrovstvích světa a na dvou Zimních olympijských hrách a je mistryní světa (v historii italského ženského běžeckého lyžování druhá po Stefanii Belmondové), stříbrnou a čtyřnásobnou bronzovou medailistkou z těchto akcí.
Ve skialpinismu je jejím největším úspěchem 1. místo v Trofeo Mezzalama 2003 společně s Chiarou Raso a Cristinou Favre-Moretti

## Největší úspěchy
- Zimní olympijské hry
  - Zimní olympijské hry 2006: 3. místo ve štafetě 4×5 km
- Mistrovství světa:
  - 2011: 2. místo ve sprintu volně
  - 2009: 1. místo ve sprintu, 3. místo v týmovém sprintu (s Mariannou Longa)
  - 2007: 3. místo v běhu na 10 km volně
  - 2005: 3. místo ve štafetě 4×5 km
- Světový pohár:
  - 12. prosince 2010 Davos 2. místo ve sprintu
  - 4. prosince 2010 Düsseldorf 1. místo ve sprintu
  - 20. listopadu 2010 Gällivare 3. místo v běhu na 10 km volně
  - 7. března 2009 Lahti 2. místo ve sprintu
  - 31. ledna 2009 Rybinsk 2. místo ve sprintu
  - 30. ledna 2009 Rybinsk 2. místo v běhu na 10 km
  - 17. ledna 2009 Vancouver - Whistler Olympic Park 3. místo v kombinaci 7,5+7,5 km
  - 21. ledna 2007 Rybinsk 1. místo ve sprintu
  - 16. prosince 2006 La Clusaz 3. místo v běhu na 15 km
  - 7. března 2006 Borlänge 1. místo ve sprintu

- Tour de Ski
  - Tour de Ski 2007/08: 1. místo ve sprintu v Praze, celkově 3. místo
  - Tour de Ski 2008/09: 2× 1. místo ve sprintech v Praze a v Novém Městě, 2. místo v prologu v Oberhofu, celkově 8. místo
  - Tour de Ski 2010: celkově 3. místo
  - Tour de Ski 2010/11: celkově 4. místo

## Osobní život
Je vdaná, jejím manželem je Alessandro Biondini, za nímž se z domovského Gressoney-Saint-Jean v autonomní oblasti Valle d'Aosta přestěhovala do Frassinora v provincii Modena. K jejím zálibám patří tenis a jízda na koni. Měří 162 cm, váží 55 kg.